# 오버리덴역
오버리덴역(독일어: Bahnhof Oberrieden)은 스위스 취리히 오버리덴 마을의 취리히 호수 유역에 위치한 기차역이다. 이 역은 취리히호 좌안선에 있으며, 취리히 S반 S8 노선이 운행된다.
역에는 역을 통과하는 2개의 선로를 제공하는 2개의 측면 플랫폼이 있다. 주요 역 건물은 철도 서쪽에 있으며, 선로 반대편에는 1874년에 지어진 상품 창고와 스위스 국가 및 지역 중요문화재 목록에 있는 B급 지역 자산이 있다.
오버리덴역은 탈빌-아트-골다우 철도에 있는 인근의 더 높은 해발에 있는 오버리덴 도르프역과 혼동되어서는 안 된다. 두 역은 도보로 약 400미터 떨어져 있다.